# Ursavus
Ursavus és un gènere extint de mamífers carnívors de la família dels ossos (Ursidae) que tingueren una amplíssima distribució holàrtica durant el Miocè, fa entre 7,2 i 20,4 milions d'anys. Se n'han trobat restes fòssils a Bòsnia i Hercegovina, el Canadà, Eslovàquia, Espanya (incloent-hi el jaciment de Can Llobateres, al Vallès Occidental), els Estats Units, França, Grècia, Hongria, Polònia, Suïssa, Turquia i la Xina. Eren ossos petits que vorejaven els 80 o 90 kg, segons l'espècie, amb una mida que anava des de la d'un gat fins a la d'un llop. Tenien una dieta omnívora. El nom genèric Ursavus significa ‘os avi’ en llatí.